# Caius Dobrescu
Caius Dobrescu (n. 22 ianuarie 1966, Brașov) este un poet, eseist și romancier român. Este, totodată, profesor universitar la Facultatea de Filologie a Universității din București, specialist în teoria literaturii. E membru în Asociația Scriitorilor Profesioniști din România (ASPRO).

## Biografie
A urmat cursurile Liceului „Unirea” din Brașov, apoi a absolvit în 1988 Facultatea de Filologie a Universității din București (secția română-engleză). Între 1990 și 1991 a beneficiat de bursa Herder la Universitatea din Viena. În 1999 și-a susținut teza de doctorat cu tema Postmodernismul - o privire teoretică din perspectiva unei definiții plurale și deschise a conceptului de „cultură burgheză”. A lucrat între 1998-1999 la Ministerul Afacerilor Externe. Este conferențiar la Universitatea „Transilvania” din Brașov.
Și-a început activitatea literară ca membru al Grupului de la Brașov (cunoscut și sub denumirea de „gruparea mașcristă”), format în anii `80 împreună cu Andrei Bodiu, Marius Oprea și Simona Popescu. În timpul facultății, ia parte la cenaclul Universitas al Universității din București, condus de profesorul și criticul Mircea Martin.
A debutat în 1991 în volumul colectiv de poezie Pauză de respirație (împreună cu Andrei Bodiu, Simona Popescu și Marius Oprea).
A primit Premiul Orașului Münster pentru Poezie Europeană în 2009 (împreună cu Gerhardt Csejka)

## Opere
Poeme
- Efebia, 1994
- Spălându-mi ciorapii, 1994
- Deadevă, 1998
- Odă liberei întreprinderi, 2009, a cărei traducere în limba germană, Ode an die freie Unternehmung, a primit Premiul orașului Münster pentru poezie europeană

Eseuri
- Modernitatea ultimă, 1998
- Semizei și rentieri, 2001
- Inamicul impersonal, 2001
- Un Bertrand Russell de respirație wagneriană, studiu introductiv la Pupa russa de Gheorghe Crăciun, p. 5-15, 2007

Romane
- Balamuc sau pionierii spațiului, 1994
- Teză de doctorat, 2007
- Euromorphotikon, roman în versuri, 2010
- Minoic, 2011

Studii
- Mihai Eminescu. Imaginarul spațiului privat. Imaginarul spațiului public, monografie, 2004

Volume colective
- Care-i faza cu cititul?, coord. de Liviu Papadima, Ed. Art, 2010